# Luis Alberto Machado
Luis Alberto Machado (Caracas, 21 de enero de 1932 - Caracas, 23 de febrero de 2016) fue un abogado, escritor y político venezolano.

## Biografía
Formó parte de la III Legislatura del Congreso Nacional de Venezuela. Ocupó los cargos de Secretario del Despacho de la Presidencia en el primer gobierno de Rafael Caldera (1969–1974) y Ministro para el Desarrollo de la Inteligencia (1979 – 1984) durante el gobierno de Luis Herrera Campíns. Este quería que Machado aplicara los principios planteados en su libro de 1975  "La revolución de la inteligencia".

Desde el Ministerio para el Desarrollo de la Inteligencia, se crearon varios proyectos para incentivar dicha habilidad por medio de la educación, siendo dos de los más relevantes el proyecto: Aprender a Pensar y Aprendizaje del Ajedrez para niños, ambos a nivel escolar. El mandatario, en su discurso ante el Congreso en 1981, señaló que: 
"por primera vez en la historia se le ha otorgado al desarrollo de la inteligencia de todos los hombres el carácter de un asunto de Estado, de un problema de Gobierno, de una decisión política con una clara y precisa orientación democrática, porque se trata de desarrollar al pueblo y, en especial a los pobres, lo que traerá necesariamente un cambio radical y definitivo de todas las estructuras."
Machado proponía, y fue el programa que desarrolló desde su despacho, que se enseñara a pensar en las escuelas venezolanas. El proyecto finalizó cuando el Ministerio para el Desarrollo de la Inteligencia fue eliminado por el presidente Jaime Lusinchi, pero dejó tras sí un legado que destacan autores de temas relacionados con la inteligencia como Edward De Bono y su experiencia es citada por otros como Martin Seligman y Robert J. Sternberg.
Machado también fue diputado del Congreso Nacional (1964-1969) y candidato independiente en las elecciones presidenciales de 1993 en las que alcanzó 0,12% de los votos.

## Obra

### Ensayo
- Afirmación frente al marxismo (1962)[1]
- El pueblo de Dios en  marcha (1965)[6]
- Temas Conciliares Para los cursillos de Cristiandad (1965)[6]
- La revolución de la inteligencia (1975)[1] Editorial Seix Barral, Barcelona. ISBN: 978-84-322-2732-5[7]
- El derecho de ser inteligente (1978)[1]

### Poesia
- Canto a la materia ( 1976)[8] Editorial Seix Barral, Barcelona. ISBN: 978-84-322-9503-4[8]

- Canto a la mujer (1996)[1]
- Canto a Dios (1998)[1]

### Discursos
- LLamado al Optimismo ( 1973)[6]